# Safe Drinking Water Act

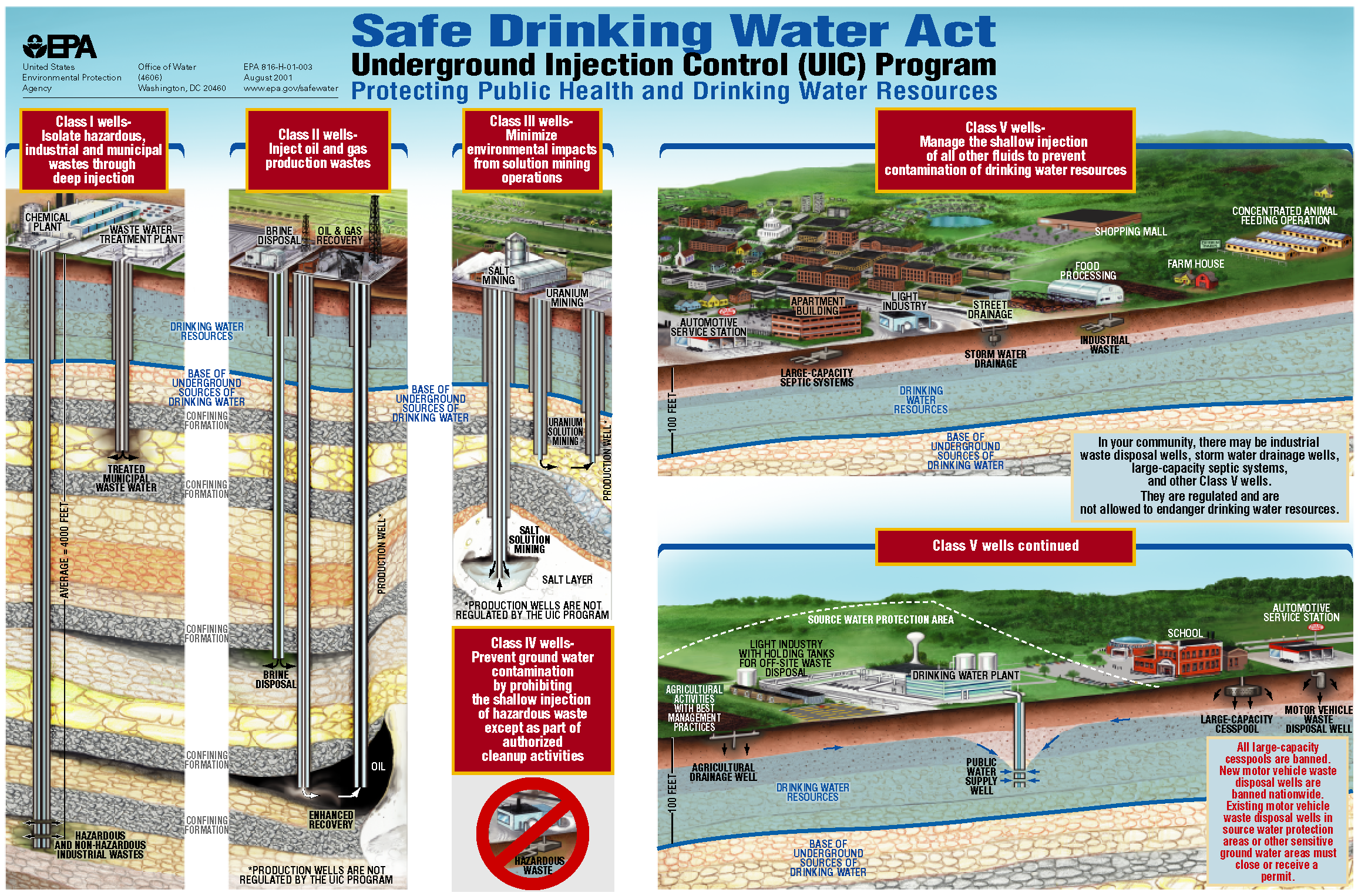
Injection dans le sous-sol

La Safe Drinking Water Act (SDWA, littéralement « Loi sur la sécurité de l'eau potable ») est un loi du gouvernement fédéral des États-Unis qui vise à procurer de l'eau potable de bonne qualité à la population américaine,,. Selon cette loi, l'Environmental Protection Agency (EPA) établit les normes de la qualité de l'eau potable et supervise tous les États américains, municipalités et fournisseurs d'eau qui appliquent ces normes.
La SDWA s'applique à tous les public water systems (PWS, littéralement, « systèmes d'eau publics ») aux États-Unis. En 2017, ce pays compte plus de 151 000 PWS qui desservent tous les citoyens américains.
La loi ne couvre pas les fournisseurs privés ni les puits privés.